# 普加奇夫卡 (姆利尼夫區)
50°34′1″N 25°37′9″E / 50.56694°N 25.61917°E
普加奇夫卡（烏克蘭語：Пугачівка），是烏克蘭西北部的村莊，隸屬里夫內州的杜布諾區。該村始建於1545年，面積30.3平方公里，海拔高度221米，2001年人口1,065，人口密度每平方公里35.2人。